# Le mitiche avventure di Capitan Mutanda
Le mitiche avventure di Capitan Mutanda (The Adventures of Captain Underpants) è un romanzo del 1997, primo di una serie di libri umoristici per bambini scritti dall'autore americano Dav Pilkey che ha per protagonista il supereroe Capitan Mutanda.

## Trama
George Beard e Harold Hutchins (nelle prime edizioni italiane si chiamano Giorgio Giorgi e Carlo de' Carlis) sono due simpatici bambini, che frequentano il quarto anno della scuola elementare Stanlio e Ollio. Nel tempo libero i due producono una serie a fumetti amatoriale, il cui protagonista è un improbabile supereroe che indossa solo mutande e mantello rosso: Capitan Mutanda. Oltre a questo, il loro divertimento preferito è tirare scherzi di ogni genere. Il loro preside, il signor Grugno, detesta la scuola, i bambini e soprattutto George e Harold, e un giorno riesce ad incastrarli con una videoregistrazione, che mostra i due amici che sabotano con varie burle una partita di football della scuola. Minacciando di passare il video alla squadra di football, che si vendicherebbe terribilmente di George e Harold, Grugno li costringe a sottostare alla sua volontà, comportandosi impeccabilmente e esaudendo i suoi capricci. I due amici però comprano on-line un anello 3D, col quale ipnotizzano il preside e lo fanno diventare Capitan Mutanda. Il novello supereroe però scappa e parte veramente a caccia di criminali, finendo tra le grinfie di uno scienziato pazzo intenzionato a distruggere la luna. George e Harold riescono a tirarlo fuori dai guai e a fermare il cattivo, e alla fine fanno tornare in sé il signor Grugno, versandogli dell'acqua fredda in testa. Non avevano però letto attentamente le istruzioni dell'anello 3D: versandogli dell'acqua in testa, la trance del signor Grugno non viene interrotta definitivamente, sicché ogni volta che il preside sente schioccare delle dita tornerà in trance e quindi crederà di nuovo di essere Capitan Mutanda.
Il libro ha avuto diversi seguiti.